# Bonate Sopra
Bonate Sopra est une commune de la province de Bergame, dans la région Lombardie, en Italie.

## Administration
| Période                                  | Période | Identité | Étiquette | Qualité |
| ---------------------------------------- | ------- | -------- | --------- | ------- |
|                                          |         |          |           |         |
| Les données manquantes sont à compléter. |         |          |           |         |

### Hameaux
Ghiaie di Bonate Sopra, Cabanetti.

### Communes limitrophes
Bonate Sotto, Chignolo d'Isola, Curno, Mapello, Ponte San Pietro, Presezzo, Terno d'Isola, Treviolo.
<bt />